# Gérard Landry
Gérard Landry, eigentlich Landry Fernand Charles Marrier de Lagatinerie (* 16. Oktober 1912 in Buenos Aires; † 18. September 1999 in Nizza) war ein argentinisch-französischer Schauspieler.

## Leben
Landry begann seine Schauspielkarriere 1932 in dem Streifen Mirage de Paris. In seiner mehr als fünfzig Jahren andauernden Laufbahn trat er in über neunzig Filmen auf, darunter Les Trottoirs de Bangkok (The Sidewalks of Bangkok) von Jean Rollin oder Bestie Mensch von Jean Renoir, der Verfilmung einer gleichnamigen Erzählung von Emile Zola. In Carol Reeds Trapez war er an der Seite von Burt Lancaster, Tony Curtis und Gina Lollobrigida zu sehen. Während der sechziger und siebziger Jahre war er häufig für Nebenrollen in italienischen Filmproduktionen gebucht, darunter vornehmlich Abenteuer- und Kriminalfilme, aber auch Klamaukwestern wie Vier Fäuste für ein Halleluja mit Bud Spencer und Terence Hill (1972).
In erster Ehe war er mit der Schauspielerin Jacqueline Porel (1918–2012) verheiratet, Sohn Marc Porel (1949–1983) trat mit einer Schauspielkarriere in die Fußstapfen seiner Eltern. Er war Großvater der Schauspielerin Bérangère de Lagatinerie. Seine zweite Frau war die Schauspielerin und Komödiantin Janine Darcey (1917–1993). Gérard Landry starb mit 86 Jahren in Nizza, Frankreich.

## Filmografie (Auswahl)
- 1938: Bestie Mensch (La Bête Humaine)
- 1946: Das verlorene Paradies (Paradis perdu)
- 1952: Wir brauchen einen Mann (Le Désir et l’Amour)
- 1953: Die Liebenden von Toledo (Les Amants de Tolède)
- 1956: Trapez (Trapeze)
- 1958: La morte viene dallo spazio
- 1960: Jovanka und die anderen (Jovanka e le altre)
- 1960: Küste der Piraten (I pirati della costa)
- 1960: Die Rache des roten Ritters (Il cavaliere dai cento volti)
- 1961: Die Bacchantinnen (Le Baccanti)
- 1966: Im Nest der gelben Viper (F.B.I. operazione vipera gialla)
- 1967: Der Sarg bleibt heute zu
- 1967: Mister Dynamit – Morgen küßt Euch der Tod
- 1972: Vier Fäuste für ein Halleluja (…continuavano a chiamarlo Trinità)
- 1973: Auch die Engel essen Bohnen (Anche gli angeli mangiano fagioli)
- 1976: Laura (Laure)
- 1984: Ab in den Knast (Tutti dentro)